# قرار مجلس الأمن التابع للأمم المتحدة رقم 41
قرار مجلس الأمن التابع للأمم المتحدة رقم 41، الصادر في 28 فبراير 1948، أشاد بكلا الطرفين في الثورة الوطنية الإندونيسية لتوقيعهما مؤخراً على هدنة ومحاولات للامتثال لقرار مجلس الأمن رقم 27 . كرر عرض الوساطة المقدمة في قرار مجلس الأمن رقم 31 وطلب من لجنة المساعي الحميدة إبقائهم على علم بسير التسوية السياسية في إندونيسيا.
صدر القرار بسبعة أصوات؛ وامتنعت كولومبيا وسوريا والجمهورية الاشتراكية السوفياتية الأوكرانية والاتحاد السوفياتي.